# Merete Söderhjelm

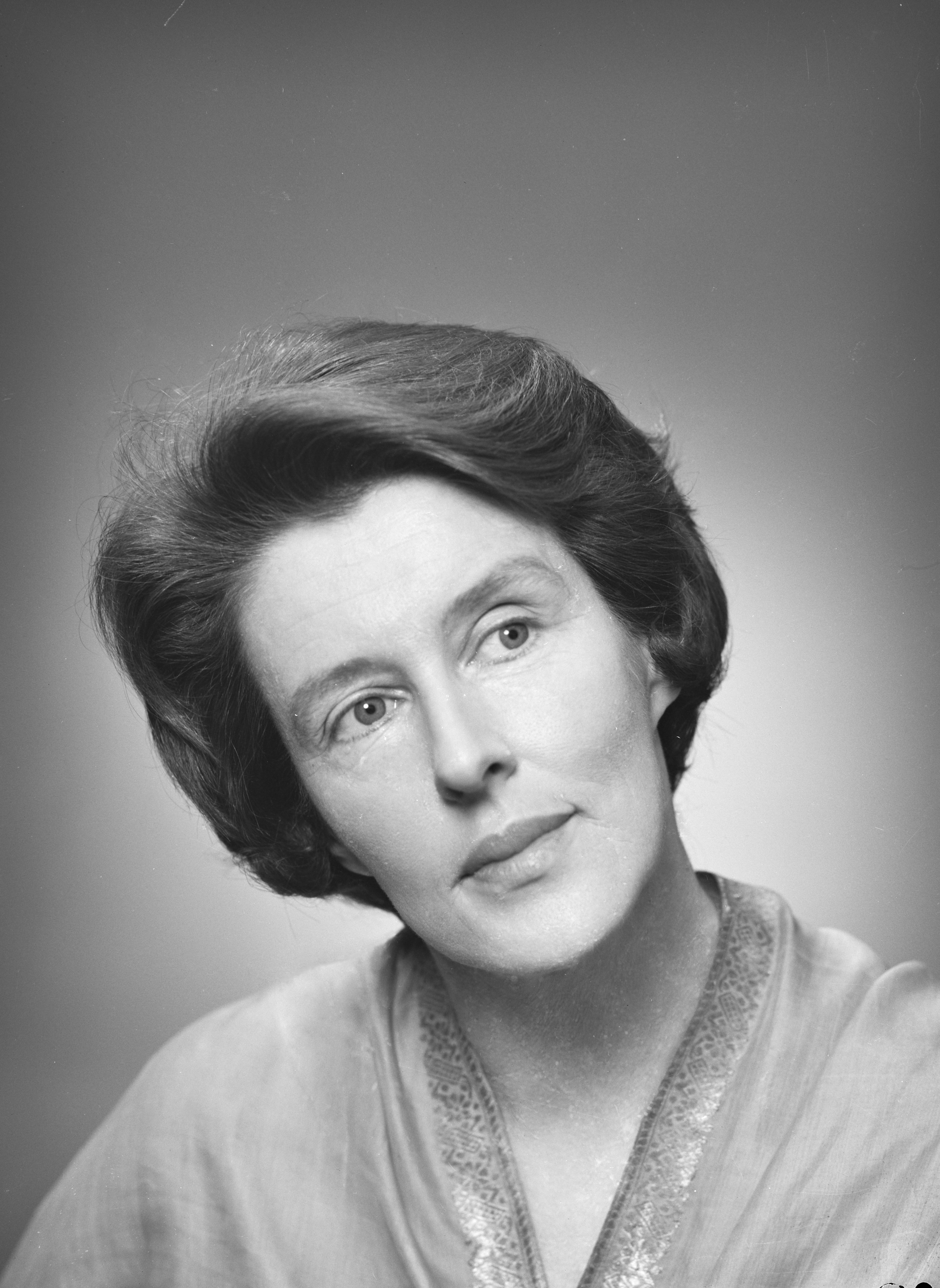
Merete Söderhjelm.

Adele Ester Merete Söderhjelm–Grönlund, född 24 augusti 1910 i Viborg, död 26 december 1995 i Helsingfors, var en finländsk pianist.
Söderhjelm, som var dotter till hovrättsrådet Karl Harald Söderhjelm och Ester Brunou, blev student 1927 och studerade pianospel vid Helsingfors konservatorium till 1927. Hon studerade i Paris i olika repriser 1927–1935 och i Berlin 1932. Hon höll sin debutkonsert 1928, gav konserter och uppträdde som solist vid symfonikonserter samt i radio i Finland och i bland annat Paris, London, Berlin, Riga, Tallinn, Warszawa, Stockholm, Göteborg, Köpenhamn och Oslo. Hon presenterade modern pianomusik i Finland och utomlands.